# Cabeza de fauno

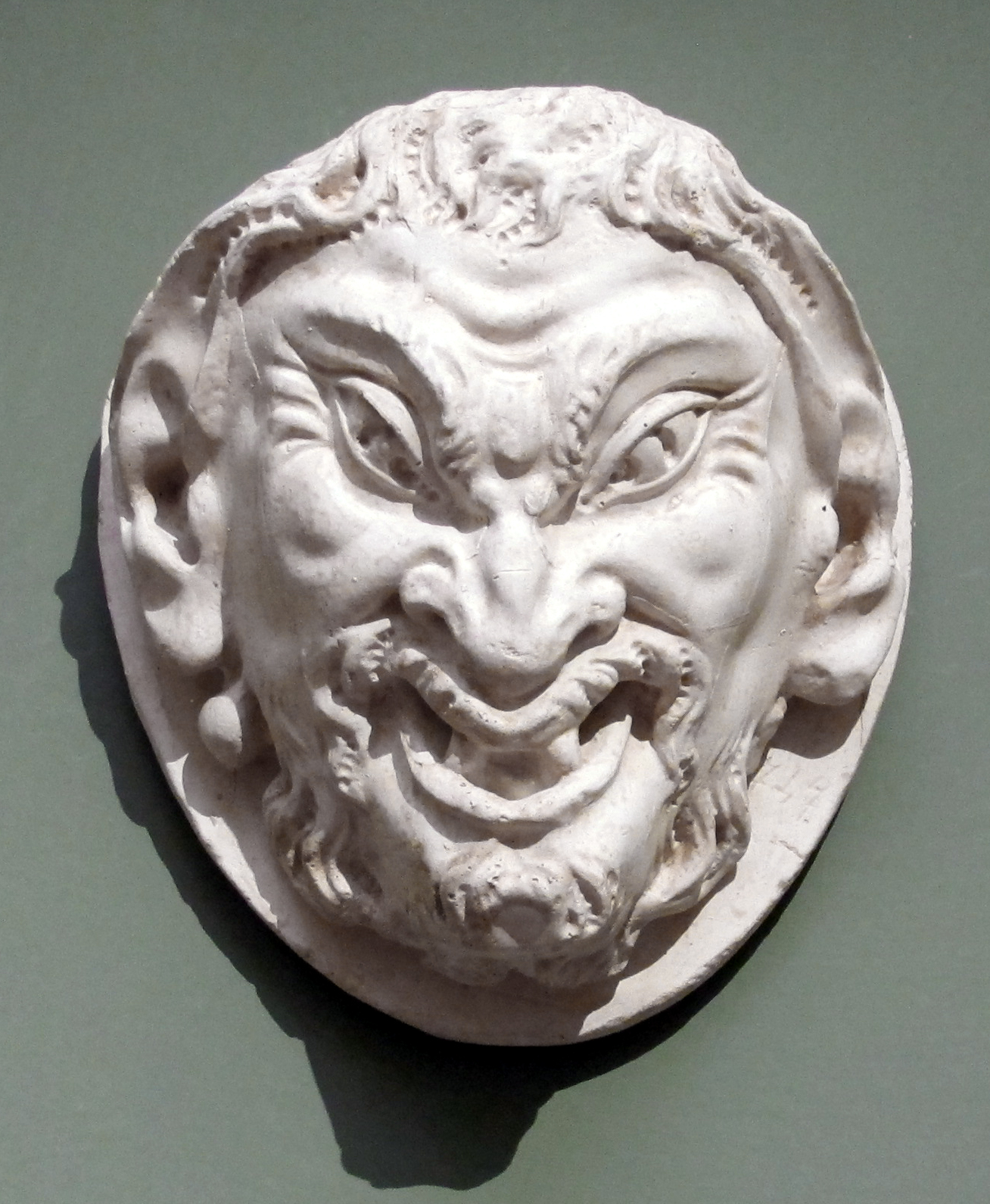
Copia de la Cabeza de fauno

La Cabeza de fauno es una escultura desaparecida de Miguel Ángel, se cree que fue copiada de otra antigua y ejecutada durante su aprendizaje en el Palacio Medici Riccardi de Lorenzo el Magnífico en Florencia, entre 1489 y 1492.
En la Casa Buonarroti se encuentra desde 1989, una escultura de Cesare Zocchi que está sin datar, pero se cree que la realizó a finales del siglo XIX, en la que representa a Miguel Ángel muy pequeño esculpiendo la Cabeza de fauno, una escultura que se guardaba en los Uffizi y que se pensaba que podría ser la de Buonarroti, desapareció durante la Segunda Guerra Mundial en un traslado realizado por las tropas alemanas.